# Капитолий штата Вермонт
Капито́лий шта́та Вермо́нт (англ. Vermont State House) находится в городе Монтпилиер (Montpelier) — столице штата Вермонт (State of Vermont). В нём проводит свои заседания легислатура — Генеральная ассамблея штата Вермонт, состоящая из Палаты представителей и Сената штата Вермонт.

## История и архитектура

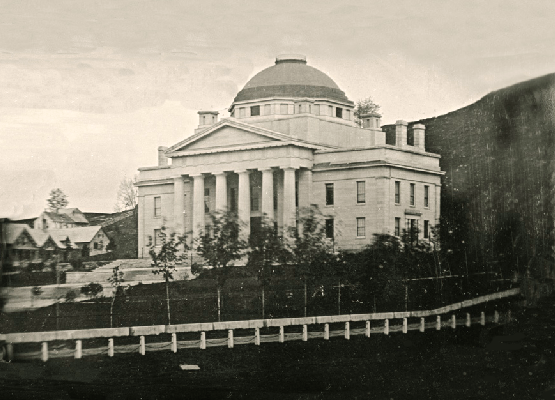
Капитолий штата Вермонт (около 1850)

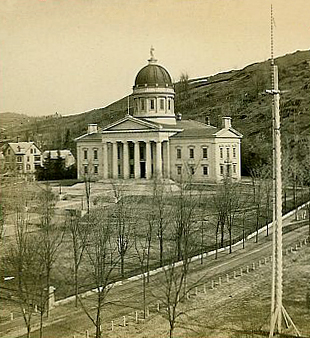
Капитолий штата Вермонт (около 1870)

В 1777 году была образована независимая Республика Вермонт, а в 1791 году Вермонт вошёл в состав Соединённых Штатов Америки в качестве 14-го штата. До 1807 года у легислатуры (Генеральной ассамблеи) Вермонта не было специального места для заседаний — в этот период были проведены 46 сессий в 14 различных городах.
В 1805 году было решено, что местом пребывания легислатуры штата будет город Монтпилиер, а в 1808 году был построен первый Капитолий штата Вермонт, который представлял из себя трёхэтажное деревянное здание, строительство которого обошлось в 9 тысяч долларов.
Второй Капитолий штата Вермонт был построен в 1833—1838 годах по проекту архитектора Эмми Бернема Янга (1798—1874). Его строительство обошлось в 132 тысячи долларов.
В январе 1857 года в Капитолии случился пожар, связанный с системой отопления, основанной на сжигании древесины. Внутренняя часть Капитолия выгорела практически полностью, остались только гранитные стены и портик. Капитолий был восстановлен к 1859 году, на том же месте, по проекту архитектора Томаса Силлоуэя, схожему с проектом Янга. Его называют третьим Капитолием штата Вермонт, хотя с точки зрения исторической ценности здания указываются даты строительства второго Капитолия.
30 декабря 1970 года Капитолий штата Вермонт был включён в Национальный реестр исторических мест США (под номером 70000739) в качестве национального исторического памятника США.